# Campionati italiani assoluti di atletica leggera 1919
I X campionati italiani assoluti di atletica leggera si sono tenuti a Milano, dall'11 al 12 ottobre 1919 dopo la sospensione tra il 1914 e il 1918 a causa della prima guerra mondiale. Furono assegnati ventotto titoli in altrettante discipline, tutti in ambito maschile, a cui si aggiungono la maratona e la marcia 42 km corse a Milano il 5 ottobre, sei giorni prima dell'inizio ufficiale dei campionati.
Rispetto all'edizione del 1913, fu soppressa la gara della marcia 1500 metri e furono aggiunte le gare della palla vibrata e del pentathlon.
I titoli della maratona e della marcia 42 km furono assegnati a Milano il 5 ottobre, quello del pentathlon a Bergamo il 26 ottobre e quello della corsa campestre a Monza il 2 marzo.

## Risultati

### Le gare dell'11-12 ottobre a Milano
| Specialità                          | Oro                                                                                  | Prestazione | Argento                                                                             | Prestazione | Bronzo                                                                                               | Prestazione    |
| Corse                               |                                                                                      |             |                                                                                     |             | |                |
| 100 m                               | Vittorio Zucca Fascio Grion Pola                                                     | 11"3/5      | Arturo Nespoli Internazionale Football Club Milano                                  | 11"4/5      | Giorgio Croci Sport Club Italia                                                                      | s/t            |
| 200 m                               | Gianercole Salvi Virtus Atletica Bologna                                             | 24"2/5      | Giovanni Orlandi Sport Club Italia                                                  | 24"4/5      | Franco Pescetto Società Sportiva Trionfo Ligure                                                      | 25"2/5         |
| 400 m                               | Gianercole Salvi Virtus Atletica Bologna                                             | 54"0        | Dante Bertoni Sport Club Italia                                                     | 54"1/5      | Agide Simonazzi Sport Club Italia                                                                    | 55"1/5         |
| 800 m\|                             | Dante Bertoni Sport Club Italia                                                      | 2'12"0      | Giuseppe Bonini Unione Sportiva Milanese                                            | 2'12"1/5    | Agide Simonazzi Sport Club Italia                                                                    | 2'12"2/5       |
| 1500 m                              | Arturo Porro Unione Sportiva Milanese                                                | 4'16"0      | Giuseppe Bonini Unione Sportiva Milanese                                            | 4'19"0      | Agide Simonazzi Sport Club Italia                                                                    | 4'20"3/5       |
| 5000 m                              | Primo Brega Audace Roma                                                              | 15'49"0     | Ernesto Ambrosini Sport Club Torino                                                 | 16'02"3/5   | Carlo Martinenghi Unione Sportiva Milanese                                                           | 16'07"3/5      |
| 10 000 m                            | Augusto Maccario Virtus Genova                                                       | 33'08"0     | Costante Lussana Società Bergamasca di Ginnastica e Sports Atletici Atalanta        | 33'20"1/5   | Ettore Blasi Pro Roma                                                                                | 33'27"3/5      |
| Mezza maratona (20 km su pista)     | Ettore Blasi Fortitudo Roma                                                          | 1h09'03"0   | Armando Pagliani Unione Sportiva Milanese                                           | 1h10'45"0   | Adelmo Rossi Sport Club Modena                                                                       | 1h17'00"0      |
| 110 m hs                            | Daciano Colbachini Athletic Club Padova                                              | 16"3/5      | Apollino Barelli Società Ginnastica Torino                                          | 17"2/5      | Renato Sandrini Sport Club Italia                                                                    | 18"0           |
| 400 m hs                            | Angelo Vigani Sport Club Italia                                                      | 1'01"4/5    | Apollino Barelli Società Ginnastica Torino                                          | 1'03"3/5    | Giulio Rabitti S.C. Studenti La Spezia                                                               | 1'12"0         |
| 1200 metri siepi                    | Oreste Luppi Società Polisportiva Ars et Labor                                       | 3'43"4/5    | Agide Simonazzi Sport Club Italia                                                   | 3'45"1/5    | Arturo Porro Unione Sportiva Milanese                                                                | 3'52"2/5       |
| Marcia 10 000 m                     | Ugo Frigerio Unione Sportiva Milanese                                                | 49'37"0     | Egidio Urani Forza e Speranza Torino                                                | 49'58"1/5   | Gaetano Losi Sport Club Italia                                                                       | 50'41"0        |
| Staffetta 4×400 m                   | Sport Club Italia Giovanni Orlandi Agide Simonazzi Angelo Vigani Dante Bertoni       | 3'43"2/5    | Virtus Atletica Bologna Carlo Scapin Ferruccio Bruni Ermete Alfieri Adolfo Cotoli   | 3'49"1/5    | Società atletica seconda squadra                                                                     | 4'06"1/5       |
| Staffetta olimpionica               | Sport Club Italia Giuseppe Bernardoni Giovanni Orlandi Agide Simonazzi Angelo Vigani | 4'02"0      | Virtus Atletica Bologna Adolfo Contoli Carlo Scapini Ermete Alfieri Ferruccio Bruni | 4'07"1/5    | Società Ginnastica Pro Novara Umberto Barozzi Angelo Marforio Franco Ponzana o Carlo Ponzina Muttini | 4'13"0         |
| Salti                               |                                                                                      |             |                                                                                     |             | |                |
| Salto in alto                       | Pierino Pisati Leonardo da Vinci Milano                                              | 1,645 m     | Giuseppe Pagani Società Ginnastica Legnano                                          | 1,61 m      | Apollino Barelli Società Ginnastica Torino                                                           | 1,605 m        |
| Salto in alto da fermo              | Arturo Linetti Associazione del Calcio di Mantova                                    | 1,354 m     | Adolfo Contoli 35º Reggimento fanteria                                              | 1,315 m     | Camillo Franco Pro Patria Milano                                                                     | 1,305 m        |
| Salto con l'asta                    | Alfonso Butti Sport Club Italia                                                      | 2,85 m      | Carlo Cucchetti Pro Patria Milano                                                   |             | Non assegnata                                                                                        | Non assegnata  |
| Salto in lungo                      | Arturo Nespoli Internazionale Football Club Milano                                   | 6,40 m      | Angelo Scuri Leonardo Da Vinci Milano                                               | 5,95 m      | Non assegnata                                                                                        | Non assegnata  |
| Salto in lungo da fermo             | Oreste Zaccagna Virtus Atletica Bologna                                              | 2,865 m     | Pietro Folli Sport Club Italia                                                      | 2,80 m      | Non assegnata'                                                                                       | Non assegnata' |
| Salto triplo                        | Apollino Barelli Società Ginnastica Torino                                           | 13,255 m    | Carlo Pezzoni Società Ginnastica Pro Milano                                         | 12,965 m    | Giovanni Villa Centro Sportivo Castellanza                                                           | 12,10 m        |
| Salto triplo da fermo               | Oreste Zaccagna Virtus Atletica Bologna                                              | 8,65 m      | Mario Landoni Società Ginnastica Pro Milano                                         | 8,51 m      | Camillo Franco Pro Patria Milano                                                                     | 8,44 m         |
| Lanci                               |                                                                                      |             |                                                                                     |             | |                |
| Getto del peso                      | Aurelio Lenzi Unione Sportiva Udine                                                  | 13,00 m     | Giuseppe Tugnoli Virtus Atletica Bologna                                            | 12,95 m     | Arturo Tirelli La Patria Carpi                                                                       | 11,37 m        |
| Getto della pietra (6,4 kg)         | Giuseppe Tugnoli Virtus Atletica Bologna                                             | 16,30 m     | Arturo Tirelli La Patria Carpi                                                      | 15,85 m     | Carlo Botti Sport Club Italia                                                                        | 15,27 m        |
| Lancio del disco                    | Aurelio Lenzi Unione Sportiva Udine                                                  | 37,59 m     | Giuseppe Tugnoli Virtus Atletica Bologna                                            | 37,57 m     | Bruto Testoni Sempre Avanti Bologna                                                                  | 37,40 m        |
| Lancio del giavellotto              | Oprando Bottura Virtus Atletica Bologna                                              | 39,60 m     | Ubaldo Bianchi Unione Sportiva Milanese                                             | 36,22 m     | Bruno De Lorenzi Virtus Atletica Bologna                                                             | 35,24 m        |
| Lancio del giavellotto stile libero | Giuseppe Tugnoli Virtus Atletica Bologna                                             | 49,57 m     | Arturo Tirelli La Patria Carpi                                                      | 49,12 m     | Bruno De Lorenzi Virtus Atletica Bologna                                                             | 46,70 m        |
| Palla vibrata (1,8 kg)              | Carlo Butti Sport Club Italia                                                        | 43,13 m     | Giuseppe Tugnoli Virtus Atletica Bologna                                            | 42,69 m     | Aurelio Lenzi Unione Sportiva Udine                                                                  | 40,02 m        |

### La corsa campestre del 2 marzo a Monza
Il titolo italiano della corsa campestre fu assegnato il 2 marzo a Monza, su un percorso di 7,8 km. Vi presero parte 113 atleti.
| Specialità               | Oro                                       | Prestazione | Argento                       | Prestazione | Bronzo                                               | Prestazione |
| Corsa campestre (7,8 km) | Lazzaro Parisio 7º Reggimento bersaglieri | 27'00"0     | Carlo Tartaglia Virtus Genova | a 10 metri  | Giacomo Omodei Unione Sportiva Barriera Nizza Torino | a 15 metri  |

### La maratona e la marcia 42 km del 5 ottobre a Milano
Le gare di maratona e maratona di marcia si tennero a Milano il 5 ottobre lungo un percorso che dal Velodromo Sempione andava a Monza, Varedo, Bovisio e ritorno.
| Specialità                 | Oro                                                | Prestazione | Argento                                | Prestazione | Bronzo                                         | Prestazione |
| Maratona (42,0 km)         | Valerio Arri Unione Sportiva Barriera Nizza Torino | 3h13'41"0   | Enrico Bongini Sport Club Legnano      | 3h46'00"0   | Gennaro Michelini Sport Club Wonderlana Milano | 3h46'33"0   |
| Maratona di marcia (42 km) | Giusto Umek Unione Sportiva Internazionale Trieste | 4h33'00"4   | Donato Pavesi Unione Sportiva Milanese | 4h37'55"    | Romeo Marconing Società Ginnastica Triestina   | 4h40'00"    |

### Il pentathlon del 26 ottobre a Bergamo
Il titolo italiano del pentathlon fu assegnato a Bergamo il 26 ottobre. Le specialità che componevano il pentathlon erano salto in lungo, lancio del giavellotto, 200 metri piani, lancio del disco e 1500 metri piani.
| Specialità | Oro                               | Prestazione | Argento                        | Prestazione | Bronzo                                                        | Prestazione |
| Pentathlon | Enrico Grimoldi Sport Club Italia | 7 p.        | Angelo Bagnato Costanza Milano | 11 p.       | Alfredo Bartolozzi Società Bergamasca di Ginnastica e Scherma | 12 p.       |